# Liste der Gedenktafeln im Bezirk Steglitz-Zehlendorf
Diese Seite gibt einen Überblick über Gedenktafeln in dem Berliner Bezirk Steglitz-Zehlendorf.
- Liste der Gedenktafeln in Berlin-Dahlem
- Liste der Gedenktafeln in Berlin-Lankwitz
- Liste der Gedenktafeln in Berlin-Lichterfelde
- Liste der Gedenktafeln in Berlin-Nikolassee
- Liste der Gedenktafeln in Berlin-Schlachtensee
- Liste der Gedenktafeln in Berlin-Steglitz
- Liste der Gedenktafeln in Berlin-Wannsee
- Liste der Gedenktafeln in Berlin-Zehlendorf